# Жестовый язык Мартас-Винъярд
Жестовый язык Мартас-Винъярд — исчезнувший деревенский жестовый язык, который использовался на острове Мартас-Винъярд (США) со второй половины XVII века до 1952 года.

## История языка

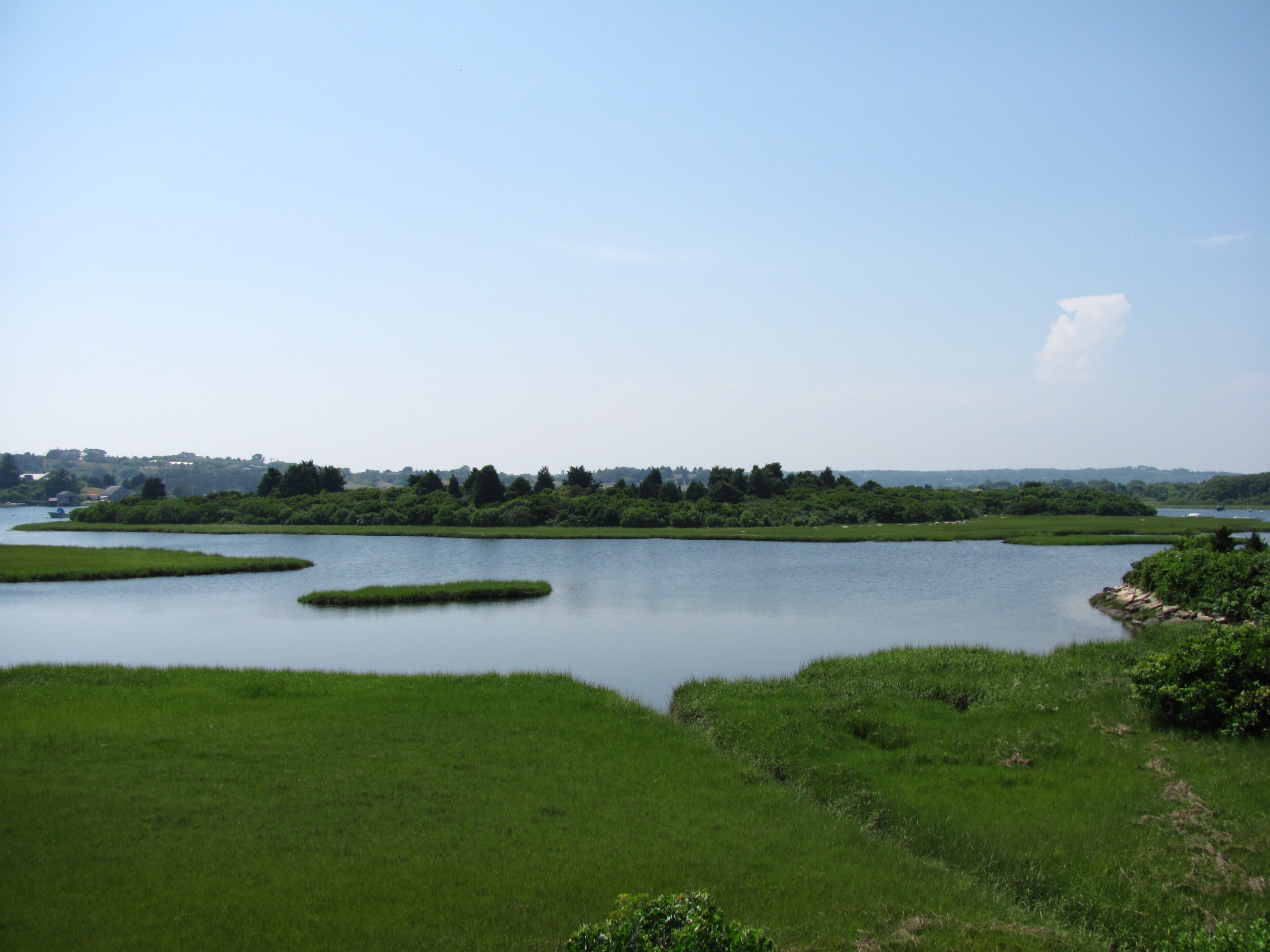
Пруд неподалёку от города Чилмарк. В XIX веке в окрестных регионах каждый четвёртый житель был глухим

Жестовый язык начал использоваться как глухими, так и слышащими жителями острова в конце XVII века. Первое упоминание о неслышащем человеке на Мартас-Винъярде относится к 1692 году, когда мужчина по имени Джонатан Ламберт прибыл сюда c полуострова Кейп-Код. Он был глух, и двое из его детей тоже были лишены слуха.
В течение следующих двухсот лет доля неслышащих жителей Мартас-Винъярд значительно превышала среднее число глухих в США: в XIX веке на 155 жителей приходился один неслышащий, а в некоторых районах неподалёку от посёлка Чилмарк доля неслышащих доходила до 25 %. Большинство лишённых слуха людей принадлежали к четырём семьям. Предполагается, что эти семьи переехали на Мартас-Винъярд из Уилд, обособленного региона графства Кент. Сообщество Уилда вело достаточно замкнутый образ жизни, большинство браков заключалось между местными жителями. После иммиграции в Новый Свет выходцы из Уилда обосновались в различных районах Кейп-Кода, а многие прибыли на Мартас-Винъярд. Здесь снова образовалось изолированное сообщество, в котором люди образовывали семьи со своими соседями. Браки между родственниками на протяжении нескольких поколений способствовали тому, что рецессивная мутация одного из генов, вызывающая глухоту, проявлялась значительно чаще, чем в среднем в мире.
Предполагается, что жестовый язык сообщества Мартас-Винъярд начал формироваться ещё в Англии и является потомком британского жестового языка.
В 1817 году в городе Уэст-Хартфорд, штат Коннектикут открылась Американская школа для глухих, и большинство молодых жителей Мартас-Винъярд туда поступили. Жесты острова Мартас-Винъярд, локальные жесты учеников других регионов Новой Англии, а также старофранцузские жесты некоторых преподавателей легли в основу зарождающегося американского жестового языка (амслена). Амслен, в свою очередь, оказывал влияние на жестовый язык Мартас-Винъярд. Тем не менее большинство выходцев с острова после обучения возвращались обратно и оставались членами небольшого сообщества местных жителей, так что жестовый язык Мартас-Винъярд сохранял уникальные черты.
Жестовый язык использовался на протяжении двухсот лет. Им уверенно владели не только глухие, но и слышащие члены сообщества, в том числе для разговоров между собой, например, в качестве тайного языка за пределами острова; в целях соблюдения тишины — в больницах или на встречах в ходе выступления одного из ораторов; а также для общения на расстоянии, пока не появились телефоны и радиосвязь.
Во второй половине XIX веке Мартас-Винъярд стал популярен в качестве летнего курорта, а городские дети стали чаще получать высшее образование за пределами острова. Сообщество стало менее замкнутым, участились случаи браков с уроженцами иных мест, и рецессивная мутация стала реже проявлять себя. Глухота в сообществе воспринималась как совершенно рядовая черта, поэтому никто не обратил внимания, что уменьшилось количество глухих новорожденных: если в 1840-х годах появилось 14 неслышащих детей, то в 1870-х — всего один. Доля людей с нарушениями слуха стала снижаться. В 1950 году умерла Ева Вест Лук, последняя из потомственных глухих жителей Чилмарка. Её глухая невестка Кэти Вест, которую Ева пригласила жить на Мартас-Винъярд, была последним глухим жителем острова, пользовавшаяся местным жестовым языком. Она умерла в 1952 году. После этого некоторые слышащие жители Чилмарка продолжали использовать язык жестов в разговорах между собой, но для общения с глухими людьми он больше не применялся.

## Жизнь глухих на Мартас-Винъярд
На острове глухота не была стигматизирована и воспринималась как абсолютно естественная человеческая черта. Слышащие и глухие люди владели жестовым языком в равной мере; у большинства людей имелись глухие родственники и соседи, так что необходимость владеть как устным, так и жестовым языком не казалась сколько-нибудь значимой проблемой. Глухие люди на Мартас-Винъярд были грамотными и принимали полноценное участие в жизни сообщества. И глухие, и слышащие вместе работали, рыбачили, занимались сельским хозяйством и охотой. Неслышащие люди могли засвидетельствовать свою веру в церкви и выступить с аргументами на городском собрании. Если в группе людей присутствовали неслышащие, общение велось на жестовом языке. После открытия школы для глухих в Уэтс-Хартфорде лишь один житель острова, имевший право на обучение, отказался от этой возможности. Благодаря проведённому в школе времени неслышащие становились одними из самых образованных людей в городе.
Глухие люди на Мартас-Винъярд не воспринимали себя как отдельную социальную группу даже несмотря на характерный опыт обучения в специальной школе.
Мартас-Винъярд оказался одним из первых исследованных сообществ, где из-за высокой доли неслышащих людей выработался собственный жестовый язык, которым владели как глухие, так и слышащие люди, благодаря чему нарушение слуха не препятствовало полноценной интеграции в жизнь общины. «Общество, где каждый жестикулирует» воспринималось как «утопия для глухих». Научное изучение жизни на острове происходило в семидесятые годы XX века, уже после исчезновения языка, что не позволяет в полной мере убедиться в том, что глухие вовсе не подвергались какой-либо дискриминации. Описание сообществ со схожей организацией жизни — деревня Адаморобе (Гана), деревня Бенгкала (Бали), остров Провиденсия (Колумбия) и других — показало, что наличие общего жестового языка не гарантирует равных прав для неслышащих людей: глухота воспринимается как недостаток, люди с нарушениями слуха оказываются ограничены в выборе супруга, получении образования, трудоустройстве.

## Лингвистическая характеристика
Сбор материалов для лингвистического исследования языка Мартас-Винъярд проводился в 1977, 1979 и 1994 годах, то есть не ранее, чем через 25 лет после смерти последней глухой носительницы. В качестве информантов выступили пожилые слышащие люди, которые не использовали язык в качестве основного средства общения несколько десятилетий, поэтому не исключено, что некоторые лингвистические особенности языка Мартас-Винъярд были утеряны: например, он мог обладать более богатой фонологией, чем это представлено на собранных видеозаписях.

### Фонетика и фонология
Фонетическая система жестового языка Мартас-Винъярд во многом повторяет фонетическую систему амслена: формы ладони, места исполнения жеста и характеры движения руки, представленные в языке Мартас-Винъярд, встречаются и в амслене.
Следующие 11 форм ладони были обнаружены в жестовом языке Мартас-Винъярд:

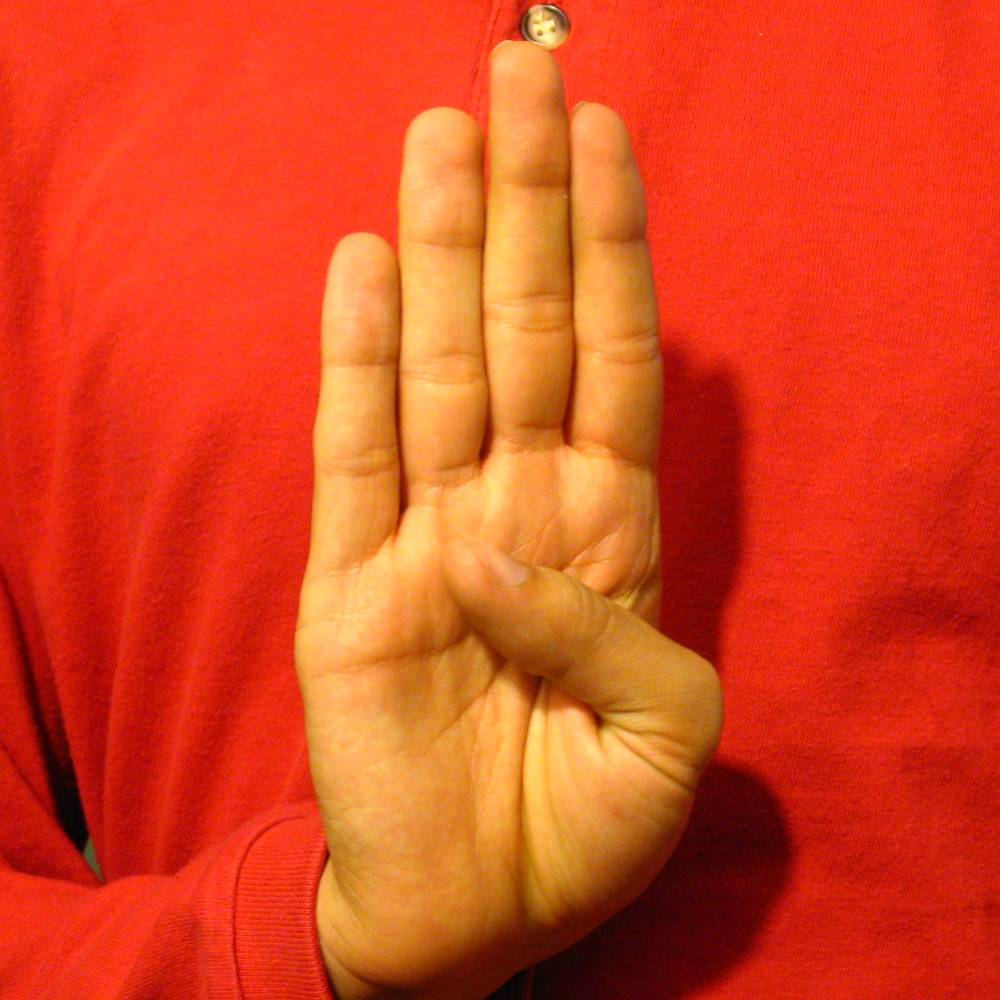
B/5, семейство форм ладони, в которых четыре пальца полностью разогнуты
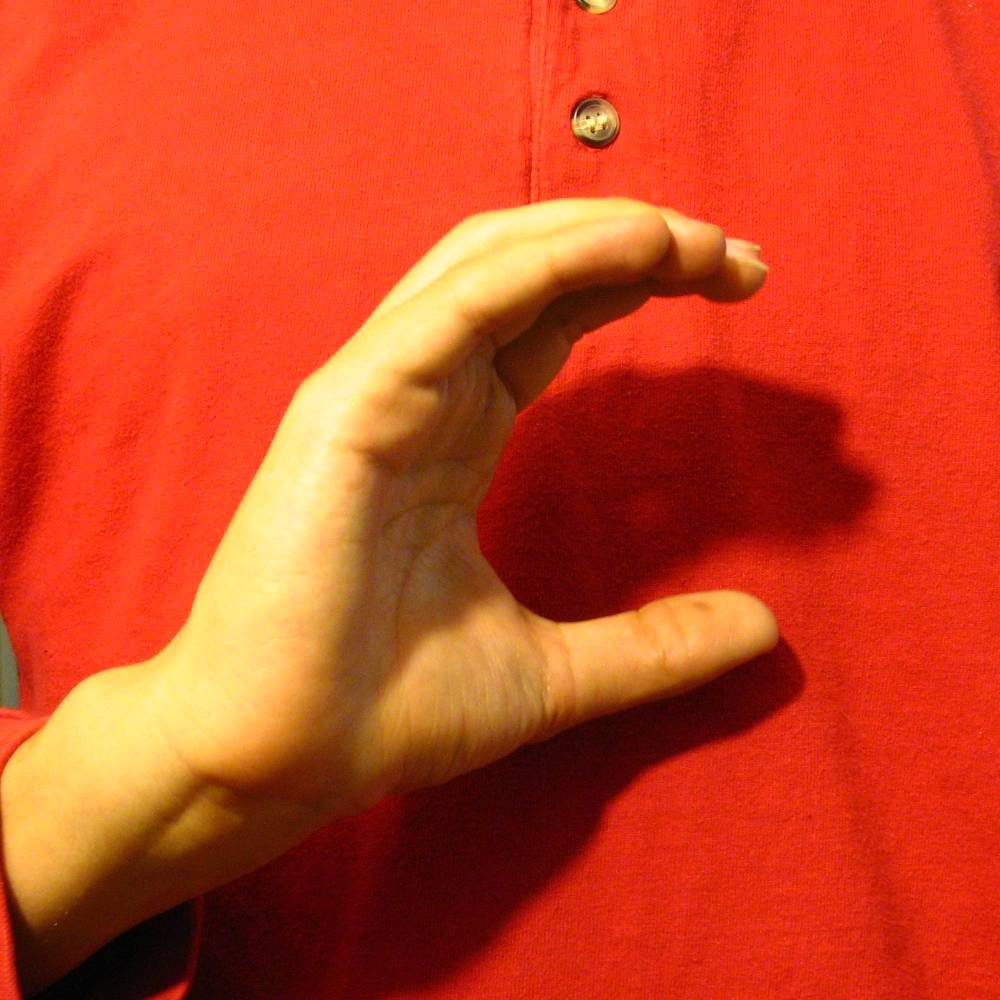
C/5, семейство форм ладони, в которых четыре пальца слегка согнуты, образуя дугу
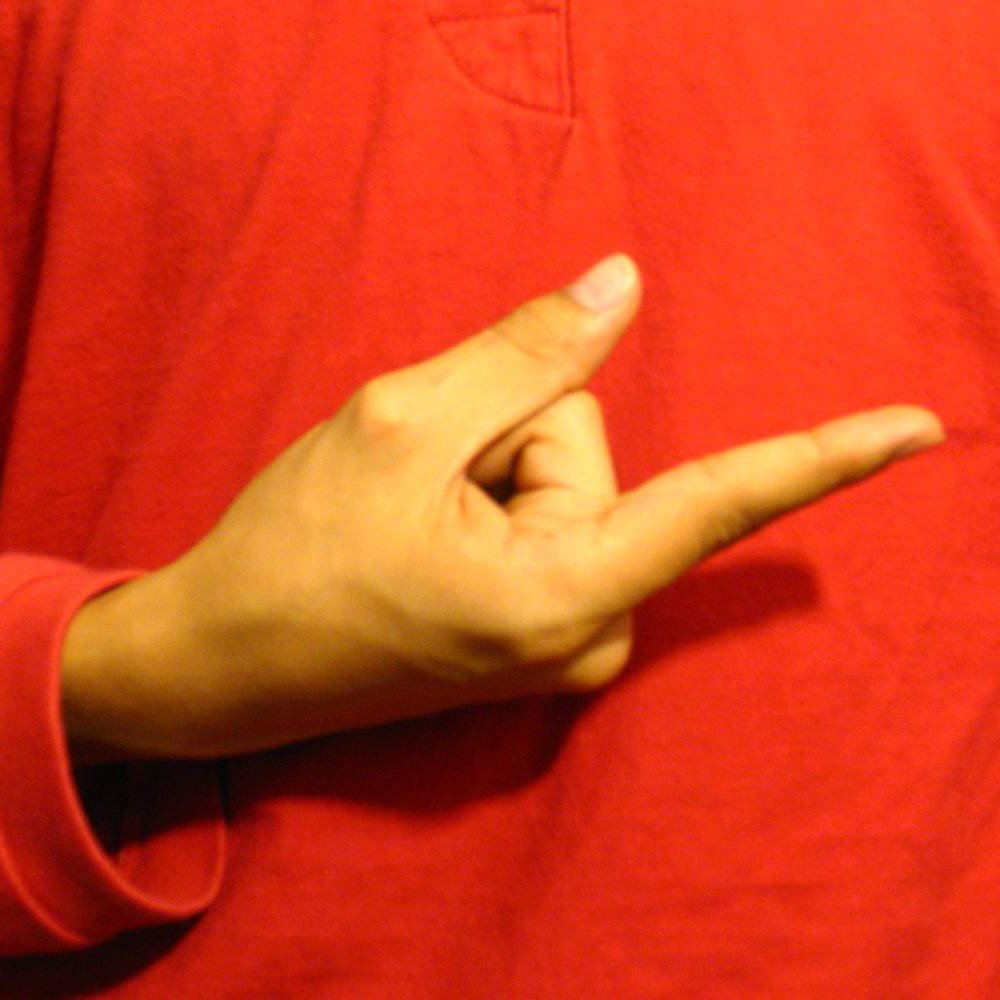
G, указательный палец вытянут, большой палец повёрнут наружу от ладони и вытянут параллельно указательному
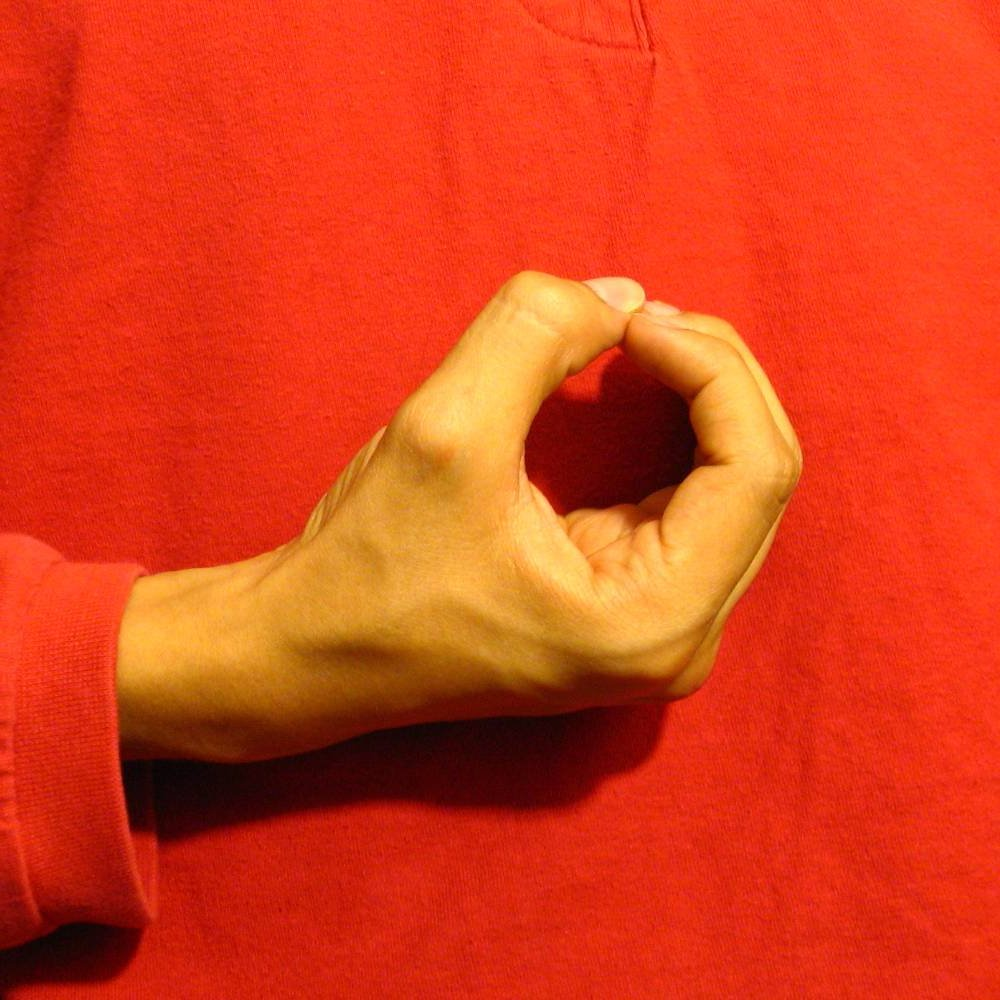
O, четыре пальца сложены вместе и слегка согнуты, образуя дугу, а кончик большого пальца касается кончиков указательного и среднего пальцев, образуя круг
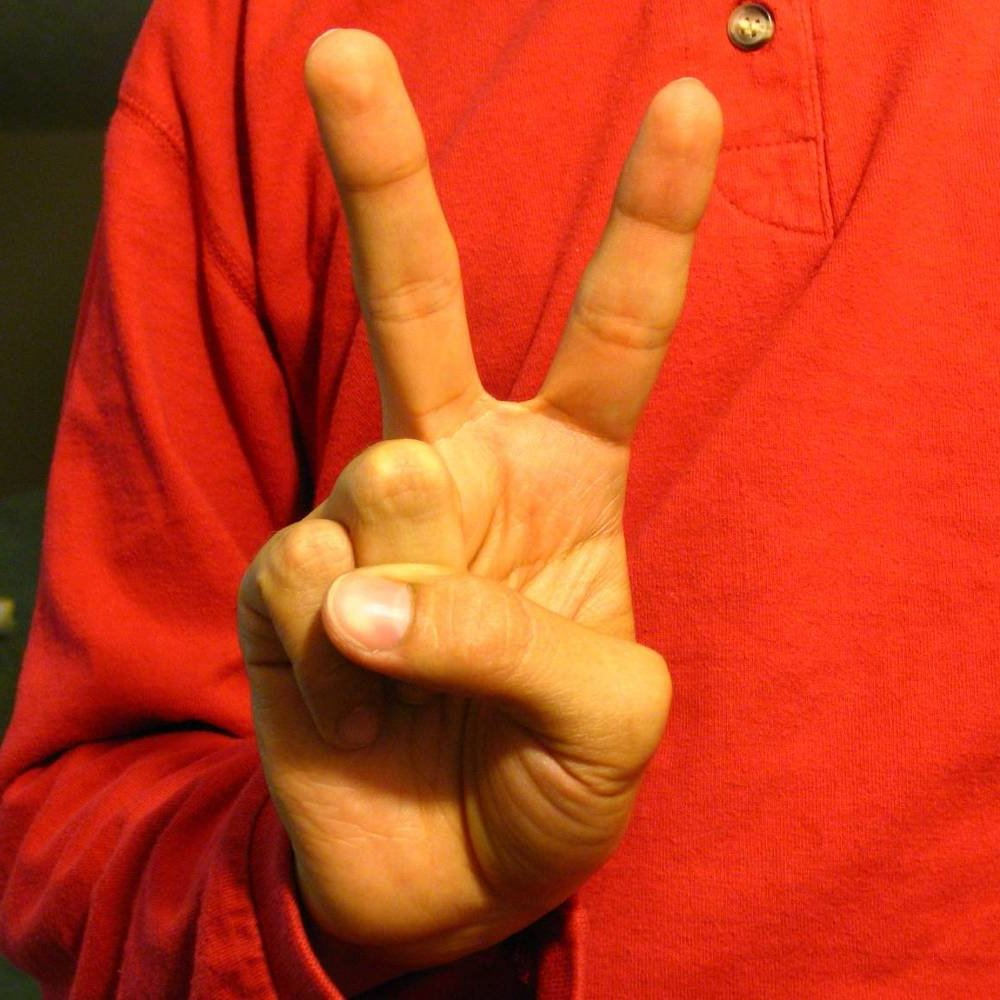
V, указательный и средний пальцы разогнуты и разведены друг от друга, остальные пальцы сложены в кулак
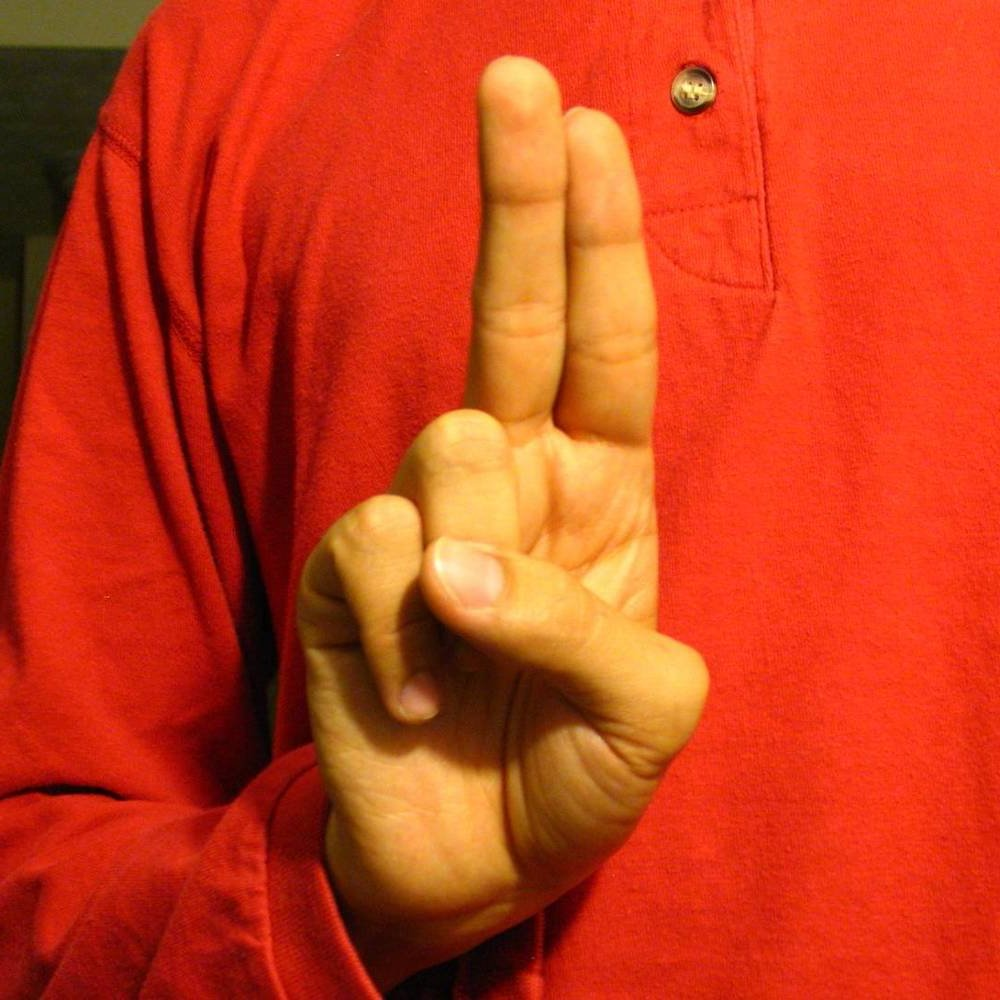
H, указательный и средний пальцы разогнуты и соединены друг с другом, остальные пальцы сложены в кулак
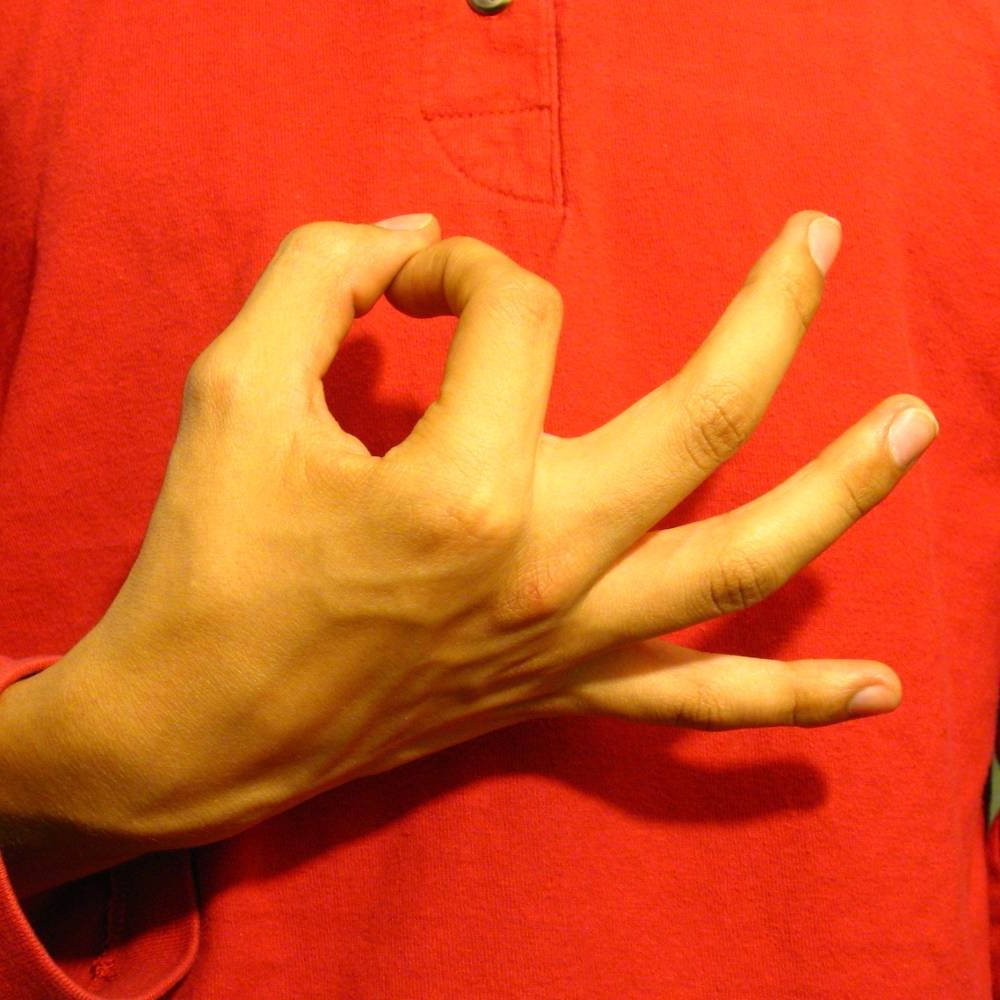
F, кончик большого пальца касается кончика указательного пальца, формируя круг, остальные пальцы разогнуты и разведены друг от друга
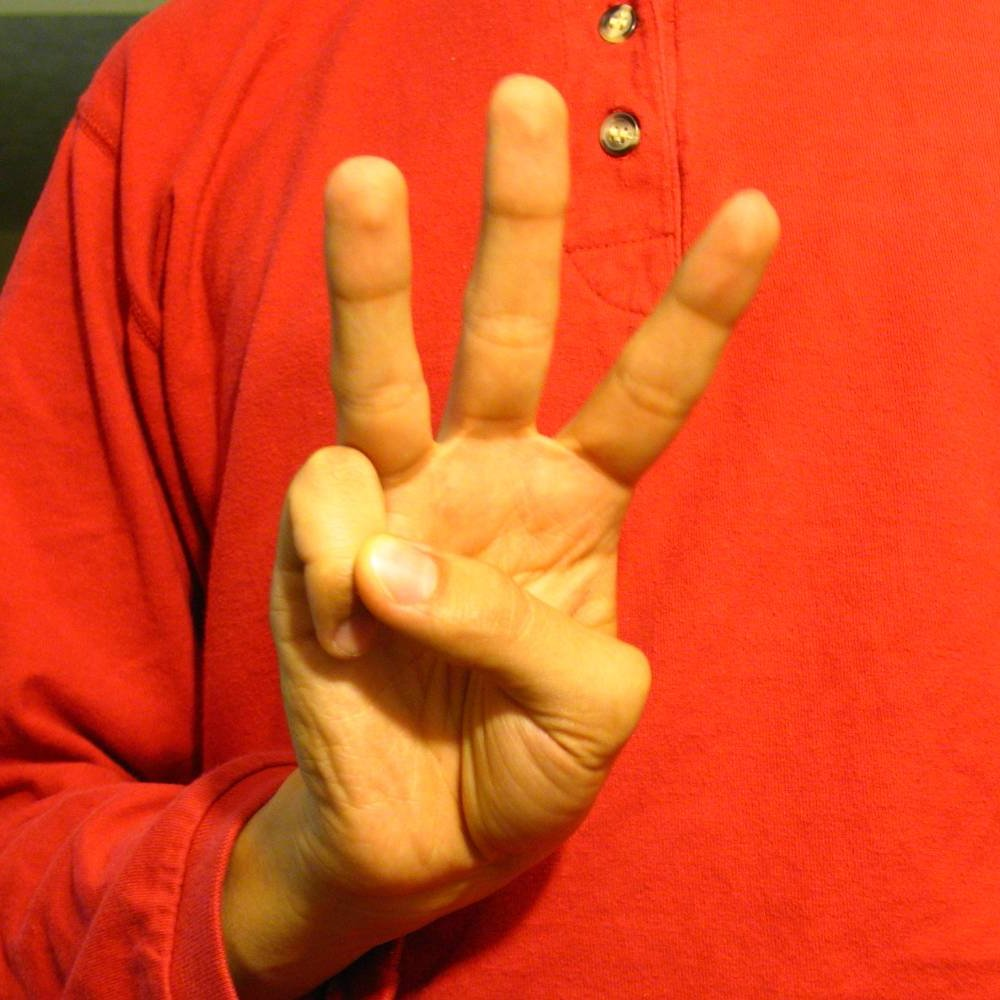
W, мизинец и большой палец сложены, остальные три пальцы разогнуты и разведены
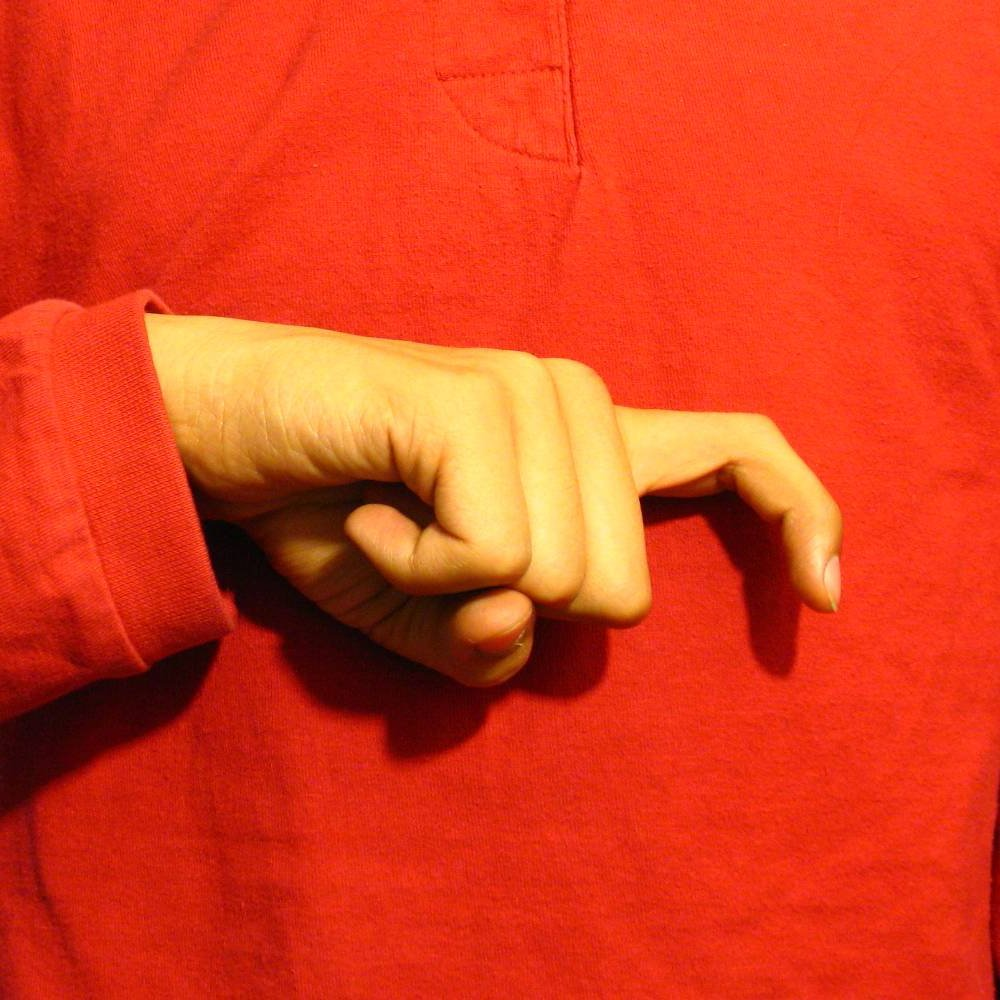
X, указательный палец согнут в обоих межфаланговых суставах наподобие крюка, остальные пальцы сложены в кулак
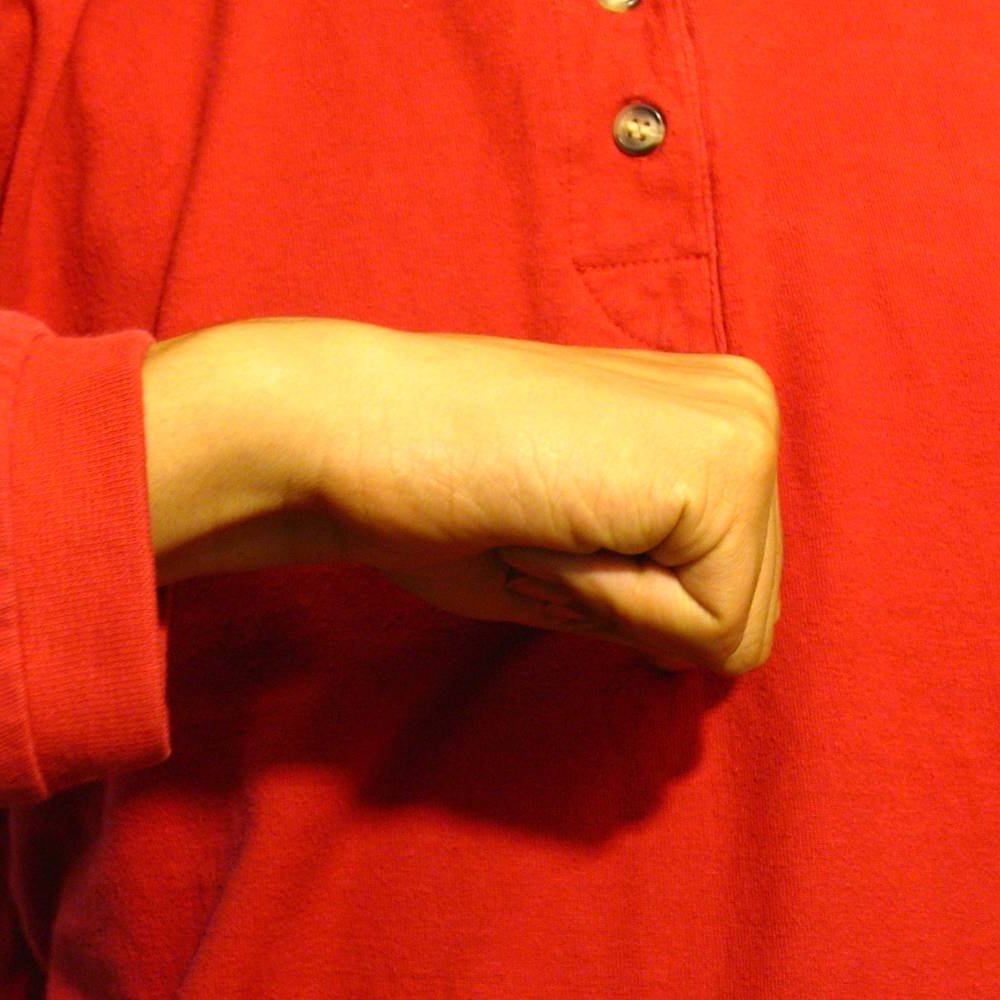
A, пальцы сложены в кулак, большой палец лежит сбоку от четырёх остальных
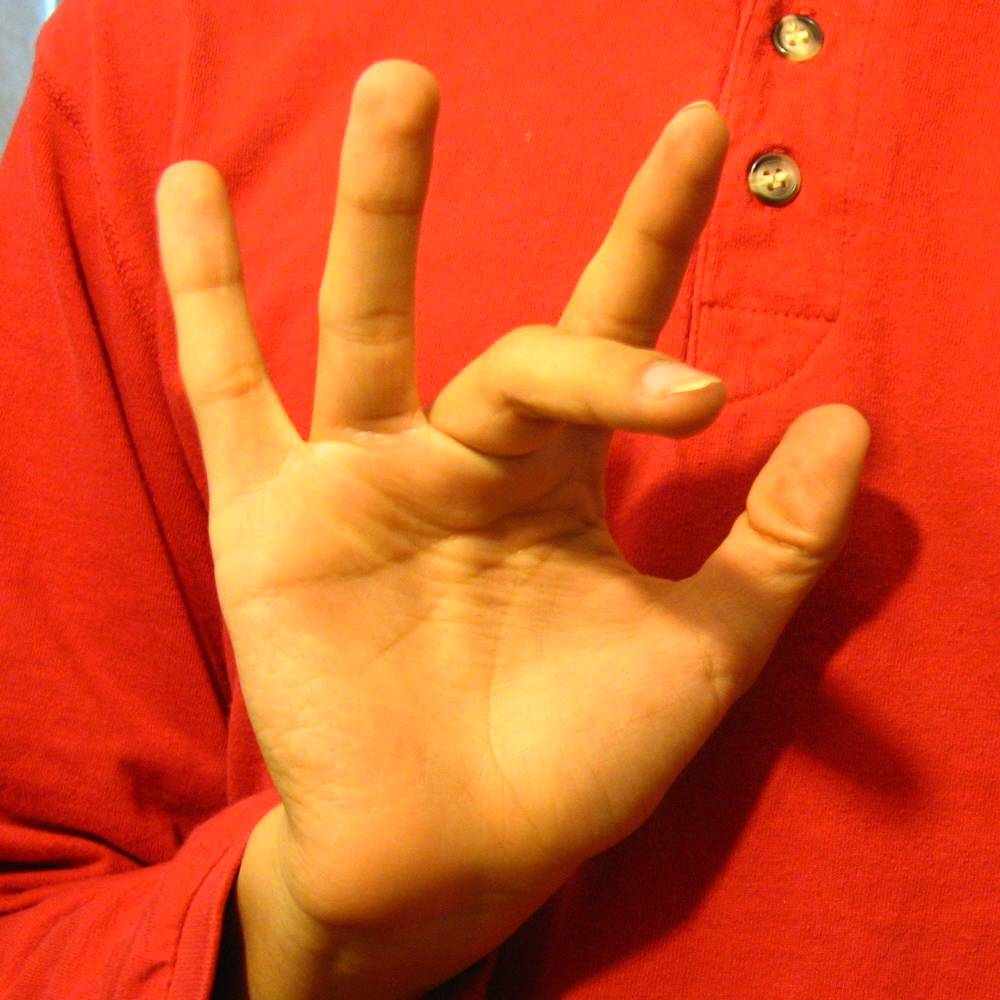
Open8, все пальцы разогнуты и разведены друг от друга, причём средний палец слегка согнут у основания

В собранных видеоматериалах наиболее простые формы: A, B, C, G, O использовались в 95 % жестах. Наиболее сложные по своей структуре формы ладони, V, H, F, W и Open8, исполняются только в нейтральном пространстве перед грудью или на руке. Форма ладони X может встречаться в жестах, исполняемых не только в нейтральном пространстве, но также и в контакте с головой. Среди движения рук также преобладают те, которые классифицируются как простые: более 50 % жестов изображаются одной рукой и относятся к категориям «простое движение» или «простой контакт».
К различительным признакам жестов, для которых имеются минимальные пары, относятся форма ладони, движение, место исполнения жеста, ориентаця жеста в пространства, вовлечённость второй руки, наклон тела, наклон головы, выражение лица.

### Лексика
На лексическом уровне имеются сходства с американским и британским жестовыми языками. Из 132 жестов британского жестового языка, описанных в сборнике Королевского национального института глухих, 34 были встречены и в языке Мартас-Винъярд. Несмотря на общую историю двух языков, только 46 жестов языка Мартас-Винъярд из 206 имели когнаты в амслене. Невысокий процент совпадений объясняется различиями, которые накапливались с годами в обоих языках.
Все числительные от 1 до 10, кроме тройки, совпадают в языке Мартас-Винъярд с таковыми в американском жестовом языке. Жест «три», как и жест «шесть», показывается с помощью указательного, среднего и безымянного пальцев; различаются жесты ориентации ладони в пространстве. В амслене жест «три» изображается с помощью разогнутых большого, указательного и среднего пальцев.
Некоторые жесты могут различаться в зависимости от возраста и рода деятельности говорящего: например, жесты «акула» и «рыба-меч» изображаются по-разному рыбаком и человеком, который приготовил рыбу либо съел её.

### Синтаксис
Синтаксис жестового языка Мартас-Винъярд малоизучен в силу недостатка данных. Структура предложений мало отличается от структуры предложений в американском жестовом языке, средства выражения отрицания, закрытых и открытых вопросов такие же, как и в амслене.

### Дактильный алфавит
Все информанты владели американским дактильным алфавитом, кроме того, наиболее возрастная участница исследований также знала старую форму двуручного британского дактильного алфавита. Наблюдались случаи включения в речь жестов, заимствованных из английского языка, — передачи таких слов, как «неделя» и «где», с помощью нескольких букв слов, выраженных с помощью дактильного алфавита.